# Solanum acerifolium
Solanum acerifolium är en potatisväxtart som beskrevs av Michel Félix Dunal. Solanum acerifolium ingår i släktet skattor som ingår i familjen potatisväxter. Inga underarter finns listade i Catalogue of Life.